# Piaggine
Piaggine ist ein Ort mit 1117 Einwohnern (Stand 31. Dezember 2023) in der Provinz Salerno im Cilento (Kampanien) in Italien.

## Geografie
In der Nähe liegende Gemeinden sind Valle dell’Angelo (1 km Entfernung) und Laurino (7 km Entfernung).
Die Nachbargemeinden sind Laurino, Monte San Giacomo, Sacco, Sanza, Teggiano und Valle dell’Angelo. Ein weiterer Ortsteil (Frazione) ist Pruno. Der Ort gehört zum Nationalpark Cilento und Vallo di Diano und ist Teil der Comunità Montana del Calore Salernitano.

## Einzelnachweise

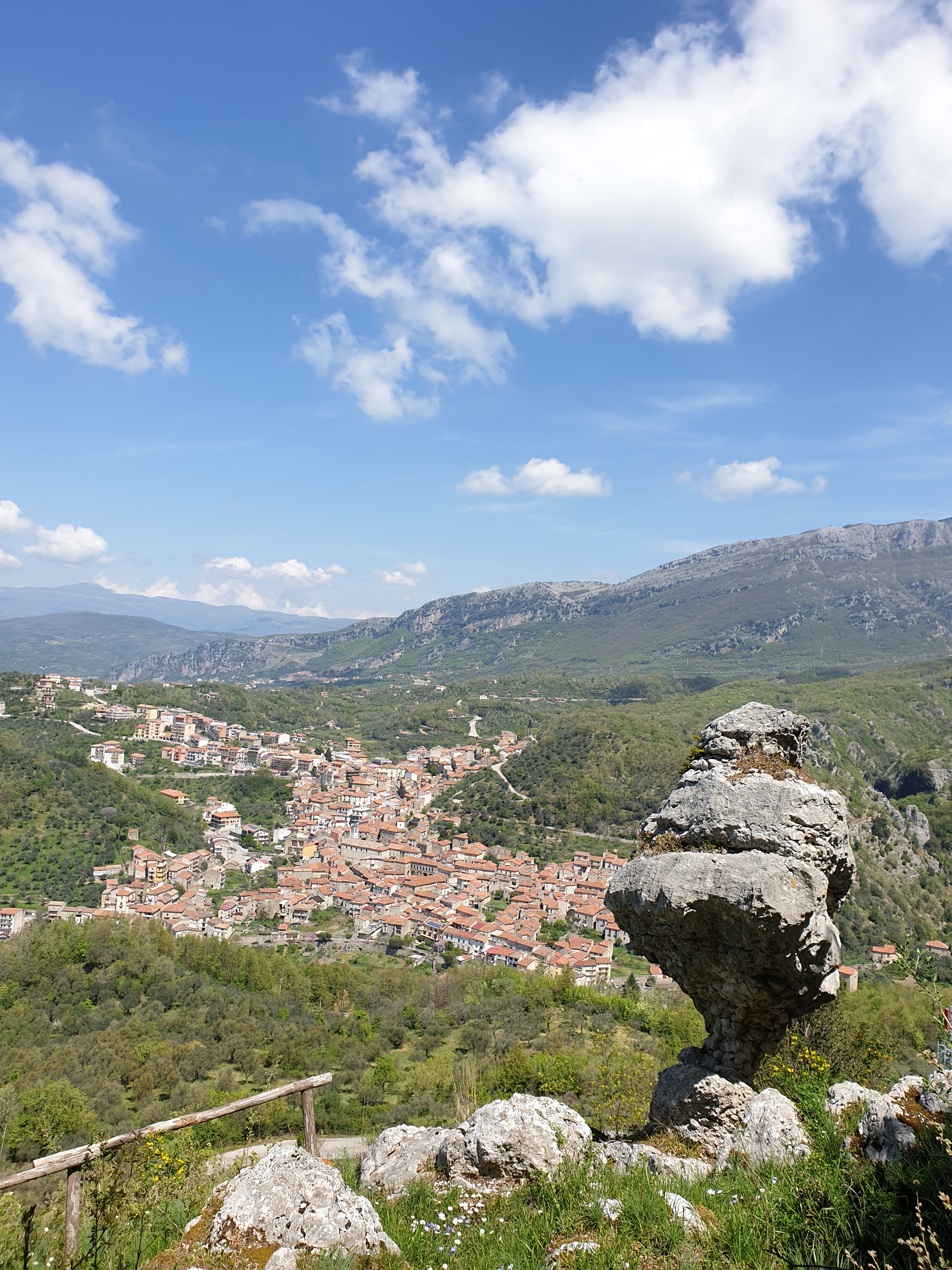
Piaggine